# Jan Misiaszek
Bp Jan Misiaszek (ur. 20 czerwca 1903 w Gilbertville, zm. w 1972) – duchowny Polskiego Narodowego Kościoła Katolickiego.

## Życiorys
Był synem Wojciecha i Anny z Szarkowskich. Wyższe uczelnie ukończył w Tarnowie i Lwowie, teologię studiował w seminarium im. ks. H. Sawanaroli w Scranton, Pa. Na kapłana został wyświęcony w 25 maja 1925 w katedrze scrantońskiej w Scranton, PA przez ks. bpa Franciszka Hodura. Prymicję odprawił w kościele św. Wojciecha w Dickson City, PA.
W październiku 1925, objął duszpasterstwo parafii PNKK w Hazleton i McAdoo, Pa. Jako młody kapłan kierował budową kościoła i plebanii w parafii św. Jana Chrzciciela w Hazleton, Pa. W 1929 został proboszczem drugiej najstarszej parafii PNKK - w Dickson City, Pa. W celach misyjnych odwiedzał PNKK w diecezjach Wschodniej i Środkowej, pomagał w seminarium duchowym, w Komitecie Domu Starców, często także w parafii Throop, Pa. i Binghamton, N.Y.
W 1934 mianowany został seniorem okręgu scrantońskiego, a w maju 1935 na synodzie PNKK w Chicago został wybrany biskupem koadiutorem ks. bpa Franciszka Hodura. Z jego rąk też przyjął w dniu 26 sierpnia 1936 sakrę biskupią.
Od 1935 służył jako proboszcz i biskup w parafii scrantońskiej i diecezji Środkowej PNKK. W 1949 wybrany został przez Synod PNKK w Scranton, Pa. biskupem diecezji scrantońskiej. Był współredaktorem pisma "Rola Boża", "Młody człowiek", "Polka". Przyczynił się do przebudowy gmachu seminaryjnego, jako też pobudowania "Pomnika Wdzięczności", gdzie spoczywa ciało założyciela i organizatora PNKK ks. bpa Franciszka Hodura.
W listopadzie 1954 ustąpił na skutek choroby ze swojego stanowiska w Scranton, PA. a po powrocie do zdrowia objął najstarszą parafię w Kanadzie - w Winnipeg, Manitoba, i dojeżdżał do misyjnych parafii w Libau, Beausejour, Man. i Mikado, Sask. a następnie objął parafię św. Trójcy w Cleveland, Ohio.
12 sierpnia 1953 ks. bp Jan Misiaszek zawarł związek małżeński z Franciszką Sobocińską.